# 1978年の横浜大洋ホエールズ
1978年の横浜大洋ホエールズ（1978ねんのよこはまたいようホエールズ）では、1978年の横浜大洋ホエールズにおける動向をまとめる。
この年の横浜大洋ホエールズは、2回目の別当薫監督体制の2年目（通算7年目）のシーズンであり、横浜スタジアムを本拠地とした1年目のシーズンである。

## 概要
前述のようにホームグラウンドを横浜市に移転して球団名を改称し、ホーム用のロゴを「YOKOHAMA」に変更してチームカラーも港町・横浜にふさわしくマリンブルーに、ビジター用の上着もマリンブルーに変更するなどユニフォームを一新したチームは開幕から前年覇者の巨人やヤクルトと首位を争い、8月時点では巨人と3.5ゲーム差につけた。終盤は投打ともに息切れして広島に抜かれたものの、中日の故障者続出に助けられて4位で終えた。投手陣ではベテラン平松政次と2年目の斉藤明夫に加えて、この年日本ハムからトレードで復帰した野村収が2ケタ勝利をあげた。特に野村はこの年17勝をあげて別当監督の期待に応える活躍を見せ、チームの4位躍進の原動力となり全体の防御率も3.90でリーグ2位。打撃陣は巨人へ移籍のジョン・シピンの穴埋めとして、大リーグからフェリックス・ミヤーンが加入して打撃・守備でチームに貢献した。本拠地移転もあり本塁打は前年の176本から132本へ減少したが、不動の4番松原誠や田代富雄や高木由一ら打線の活躍で打率はリーグ3位となった。対戦成績では最下位の阪神に19勝5敗2分と勝ち越したが、それ以外では中日に14勝12敗と勝ち越すのがやっとだった。シーズン終了後、ホエールズの第2位株主だった西武鉄道がクラウンライターライオンズを買収したため、西武は球団株式の45％をTBSとニッポン放送に売却した。

## チーム成績

### レギュラーシーズン
| 1 | 遊 | 山下大輔 |
| 2 | 二 | ミヤーン |
| 3 | 右 | 高木由一 |
| 4 | 一 | 松原誠   |
| 5 | 捕 | 福嶋久晃 |
| 6 | 左 | 中塚政幸 |
| 7 | 三 | 田代富雄 |
| 8 | 中 | 長崎慶一 |
| 9 | 投 | 平松政次 |

| 順位 | 4月終了時 | 4月終了時 | 5月終了時 | 5月終了時 | 6月終了時 | 6月終了時 | 7月終了時 | 7月終了時 | 8月終了時 | 8月終了時 | 最終成績 | 最終成績 |
| ---- | --------- | --------- | --------- | --------- | --------- | --------- | --------- | --------- | --------- | --------- | -------- | -------- |
| 1位  | 巨人      | --        | 巨人      | --        | ヤクルト  | --        | 巨人      | --        | 巨人      | --        | ヤクルト | --       |
| 2位  | 大洋      | 0.0       | 大洋      | 0.5       | 巨人      | 2.5       | ヤクルト  | 2.0       | ヤクルト  | 1.5       | 巨人     | 3.0      |
| 3位  | 中日      | 3.0       | ヤクルト  | 1.5       | 大洋      | 3.0       | 大洋      | 5.5       | 大洋      | 3.5       | 広島     | 5.0      |
| 4位  | ヤクルト  | 3.5       | 中日      | 3.5       | 中日      | 5.5       | 中日      | 10.5      | 広島      | 5.5       | 大洋     | 7.5      |
| 5位  | 阪神      | 4.0       | 広島      | 9.0       | 広島      | 8.5       | 広島      | 11.0      | 中日      | 9.0       | 中日     | 20.0     |
| 6位  | 広島      | 4.5       | 阪神      | 12.5      | 阪神      | 19.5      | 阪神      | 22.0      | 阪神      | 25.5      | 阪神     | 30.5     |

| 順位 | 球団               | 勝 | 敗 | 分 | 勝率 | 差   |
| 1位  | ヤクルトスワローズ | 68 | 46 | 16 | .596 | 優勝 |
| 2位  | 読売ジャイアンツ   | 65 | 49 | 16 | .570 | 3.0  |
| 3位  | 広島東洋カープ     | 62 | 50 | 18 | .554 | 5.0  |
| 4位  | 横浜大洋ホエールズ | 64 | 57 | 9  | .529 | 7.5  |
| 5位  | 中日ドラゴンズ     | 53 | 71 | 6  | .427 | 20.0 |
| 6位  | 阪神タイガース     | 41 | 80 | 9  | .339 | 30.5 |

## オールスターゲーム1978
| ファン投票 | 監督推薦                                 |
| ---------- | ---------------------------------------- |
| 山下大輔   | 斉藤明雄 野村収 高橋重行 松原誠 高木嘉一 |

## 表彰選手
| リーグ・リーダー | リーグ・リーダー | リーグ・リーダー | リーグ・リーダー |
| 選手名           | タイトル         | 成績             | 回数             |
| ---------------- | ---------------- | ---------------- | ---------------- |
| 松原誠           | 最多安打         | 164本            | 4年ぶり2度目     |
| 野村収           | 最多勝利         | 17勝             | 初受賞           |
| 斉藤明雄         | 最多奪三振       | 162個            | 初受賞           |
| その他           |                  |                  |                  |
| 選手名           | タイトル         | タイトル         | タイトル         |
| 野村収           | カムバック賞     | カムバック賞     | カムバック賞     |

| ベストナイン         | ベストナイン | ベストナイン |
| -------------------- | ------------ | ------------ |
| 選出なし             |              |              |
| ダイヤモンドグラブ賞 |              |              |
| 選手名               | ポジション   | 回数         |
| 山下大輔             | 遊撃手       | 3年連続3度目 |

## ドラフト
| 順位 | 選手名   | ポジション | 所属         | 結果 |
| ---- | -------- | ---------- | ------------ | ---- |
| 1位  | 高本昇一 | 投手       | 大阪・勝山高 | 入団 |
| 2位  | 与座朝勝 | 投手       | 興南高       | 入団 |
| 3位  | 小山昭晴 | 捕手       | 日本大学高   | 入団 |
| 4位  | 増本宏   | 投手       | 九州産業大学 | 入団 |